# ボンド (バンド)
ボンド（bond）は、オーストラリア人とイギリス人の女性4人からなるストリングカルテット（アコースティックバンド）。
2001年結成。エレクトリック・ヴァイオリンやサイレント・チェロを使用し、クラシックの名曲などをベースに独自のアレンジを施したスタイルは、クラシック・クロスオーバーと呼ばれる。楽曲のほとんどは打ち込みやサポートメンバーによるバッキングが加えられており、弦楽四重奏は形だけのものとなっている。衣装だけでなく、普通はイスに座って演奏されるチェロを立奏でプレイするなど、ヴィジュアルやパフォーマンスを重視しているのも大きな特徴。
日本ではトヨタ・istやCyberdamのCMやプロレスラー佐藤耕平の入場曲、ドラマ『小早川伸木の恋』の挿入歌などで使われた「Viva!」が有名。デビュー曲の「Victory」や「Fuego」もCMやドラマで使われ、「Winter」は2002年ソルトレークシティオリンピックのフィギュアスケート男子金メダリストのアレクセイ・ヤグディンが使用したことでも知られている。また、スバル（富士重工業）のWRCラリージャパン開催記念のCMで「Shine」が使われている。2年連続で来日コンサートも実現している。

## メンバー
- タニア・デイヴィス（Tania Davis、第1ヴァイオリン、オーストラリア・シドニー出身）
- エイオス・カーター（Eos Chater、第2ヴァイオリン、イギリス・ウェールズ・カーディフ出身）
- エルスペス・ハンソン（Elspeth Hanson、ヴィオラ、イギリス・ロンドン出身）（2008年にヘイリーと入れ替わりで参加）
- ゲイ＝イー・ウェスターホフ（Gay-Yee Westerhoff、チェロ、イギリス・ハル出身）

## 旧メンバー
- ヘイリー・エッカー（Haylie Ecker、第1ヴァイオリン、オーストラリア・パース出身）

2008年に脱退。現在は夫と二人の子供と共に香港に在住。

## ディスコグラフィ

### アルバム
- 『ボーン』 - Born (2001年)[1]
- 『シャイン』 - Shine (2002年)
- 『クラシファイド』 - Classified (2004年)
- 『プレイ・フォー・スマイル』 - Play (2011年)

### コンピレーション・アルバム
- 『ボンド・リミックス!』 - Remixed (2003年)
- Explosive: The Best of Bond (2005年)

### プロモーション・アルバム
- Raymond Weil (2001年)
- Fab Field's Mix (2003年)

### サウンドトラック
- 『ジョニー・イングリッシュ』 - Johnny English

### シングル
- "Victory" (2000年)
- "Wintersun" (2001年)
- 『ヴィヴァ! / ウィンターサン』 - "Viva!/Wintersun" (2001年)
- "Shine" (2002年)
- "Fuego" (2002年)
- "Speed" (2002年)
- 『アトランタ / タイム』 - "Atlanta/Time" (2003年)
- 『ヴィヴァ! / ヴィクトリー』 - "Viva!/Victory" (2003年) [2]
- "Explosive/Adagio For Strings" (2004年)
- "Fly Robin Fly" (2004年)
- "I can't Wait" (2019年)
- "Panthera" (2019年)
- "Zadok The Priestess" (2020年)
- "Come Home" (2021年)

### DVD
- 『ロイヤル・アルバート・ホール・ライヴ』 - Live at the Royal Albert Hall (2001年)
- 『ボンド★ビデオ・クリップ・コレクション』 - Bond: Video Clip Collection (2003年)